# پریخم
پریخم (به لاتین: Pari Kham) یک منطقهٔ مسکونی در افغانستان است که در ولسوالی خواهان واقع شده‌است.